# One Angry Lisa
«One Angry Lisa» (укр. «Одна розгнівана Ліса») — друга серія тридцять четвертого сезону мультсеріалу «Сімпсони», прем'єра якої відбулась 2 жовтня 2022 року у США на телеканалі «Fox».

## Сюжет
Мардж дивиться телевізор, де показують рекламу велотренажера «Pedalon», і вона просить Гомера купити його як подарунок їй на день народження, однак той відмовляється від ідеї дружини. Коли Мардж починає плакати, Гомер таки вирішує купити тренажер. Гомер йде до магазину «Pedalon» і купує його, хоча велотренажер дуже дорогий.
Після того, як його привезли додому, Гомер з великими труднощами починає його збирати. Гомер засинає і прокидається від Мардж, яка збирає тренажер. Мардж починає онлайн-тренування вибравши гарного інструктора Джессі.
Тим часом поштою Ліса отримує повістку бути присяжною на ім'я Ліси Сімпсон. Розуміючи, що це якась плутанина з поштою, вона збирається викинути її, але у повістці сказано, що у разі відмови їй загрожує ув'язнення на шість місяців… Коли Ліса намагається прояснити все, офіцерка відмовляє їй в ухиленні від виконання обов'язків присяжних не повіривши, що Лісі 8 лише років.
Мардж цілими днями займається велоспортом, що ще більше засмучує Гомера. Він ще більше занепокоєний, коли у ліжку Мардж починає вимовляти ім'я Джессі замість Гомера. Посеред ночі Гомер йде на пиво до таверни Мо, де інші чоловіки також скаржаться на Джессі.
Тим часом у залі суду Ліса сидить разом з іншими 11 присяжними. Вона скаржиться на абсурдність і дурнуватість судового процесу. Дівчинка протестує перед суддею Шкодою, але та вважає її зауваження образливими та визнає оголошує неповагу до суду. Справа вважається недійсною, а підсудний виходить на свободу, гнівлячи Лісу.
Джессі запрошує Мардж на приватну поїздку «навколо світу» (на тлі хромакею) і вона погоджується заплатити 299 доларів. Однак, приватну поїздку Джессі перериває стукіт у двері Гомера. Гомер вдаряє інструктора кулаком, і вони починають битися перед камерою. Коли Мардж бачить це, то сідає на велосипед Ліси, щоб врятувати Гомера. Вона рятує його і дізнається про його неправдивість «приватної» поїздки. Мардж з Гомером повертається додому на велосипеді.

## Культурні відсилання та цікаві факти
- Назва і підсюжет серії ― відсилання до фільму «12 Angry Men» (укр. «12 розгніваних чоловіків»)[1].
- Велокомпанія «Pedalon» ― пародія на справжню велокомпанію «Peloton».
  - Наприкінці першого акту Гомер обмовляється, і одразу ж вибачається перед глядачами тим самим зламавши «четверту стіну».
- Під час суду суддя Шкода грає у головоломку «Wordle»[2].

## Ставлення критиків і глядачів
Під час прем'єри серію переглянули 1,46 млн осіб, з рейтингом 0.5, що зробило її найпопулярнішим шоу на каналі «Fox» тієї ночі.
Тоні Сокол з «Den of Geek» дав серії три з половиною з п'яти зірок, сказавши, що серія: «схиляє чашу терезів до коефіцієнта сміху, який спалює калорії, але проходить через правову систему. Мардж підступно підривається на комфорті легких стереотипів, що є підривним контрударом, гідним неоднозначного коментаря „Сімпсонів“».
Маркус Ґібсон із сайту «Bubbleblabber» оцінив серію на 7/10, сказавши:
|  | Епізод, здавалося, був більш зацікавленим у тому, щоб Мардж була у формі, ніж у тому, щоб Лісу відправили як присяжну. Це пов'язано з тим, що в сюжеті Ліси немає розповіді, достатньо гідної демонстрації проблеми того, як система обирає людей як присяжних. Тим не менш, серія отримує вигоду зі своєї частки пристойних жартів… Хоча залежність Мардж від чогось — це не те, чого ми не бачили раніше за 34 роки існування шоу, епізод показує, що займатися на велотренажері веселіше, ніж бути присутнім на суді як присяжна. |

Згідно з голосуванням на сайті The NoHomers Club більшість фанатів оцінили серію на 2/5 із середньою оцінкою 2,43/5.